# Mercedes-Benz MCC
La Mercedes-Benz MCC (Micro Compact Car) est un concept car de Mercedes-Benz introduit en mars 1994 en deux versions. Les véhicules de série basés sur l'étude sont vendus sous la marque Smart depuis 1998.

## Présentation
En janvier 1972, Johann Tomforde et son équipe chez Daimler-Benz commencent à concevoir une nouvelle petite voiture urbaine et en janvier 1989, Nicolas Hayek annonce l'idée de concevoir une voiture originale, tournée vers l'avenir et respectueuse de l'environnement. Le début de la planification et de l'étude de faisabilité d'une telle voiture a eu lieu en janvier 1993.
Cette petite voiture a été présentée sous le nom de Mercedes-Benz MCC (Micro Compact Car) à Stuttgart en mars 1994 en deux versions : l'Eco-Sprinter et l'Eco-Speedster. Le nom Micro Compact Car a été choisi parce que Daimler-Benz avait l'intention de construire une «petite voiture révolutionnaire».

## Caractéristiques
L'Eco-Sprinter était équipée d'un moteur électrique d'une puissance de 40 kW (54 ch) et d'une propulsion arrière; l'Eco-Speedster était équipée d'un moteur essence à trois cylindres et d'une propulsion arrière.
Le concept spatial était nouveau dans la mesure où un combi coupé était présenté comme une petite citadine d'une longueur de 2,50 m, d'une largeur de 1,50 m et d'une hauteur de 1,50 m. Le véhicule est équipé d'une propulsion arrière et d'une transmission automatique, et les caractéristiques comprennent la climatisation, la direction assistée et un prétensionneur de ceinture de sécurité.
La Mercedes-Benz MCC est basée sur la NAFA (NAhverkehrs-FAhrzeug; véhicule de transport local en Allemand) conçue par Daimler-Benz dans les années 1980. Celle-ci était également équipée de quatre roues directrices et de porte coulissante, qui permettaient de se garer dans les plus petites places de stationnement. Même si ces solutions étaient optimales, elles étaient trop complexes et coûteuses à produire en série pour un véhicule de cette taille.
Puisqu’une voiture en ville est occupée par 1 à 2 personnes en moyenne, une biplace serait parfaite pour un trafic urbain pur. Une telle sécurité n’a jamais été atteinte pour des voitures de cette taille. Cette sécurité et cet espace relativement restreint seraient rendus possibles par un moteur installé sous le plancher : le moteur et la transmission du véhicule sont entièrement logés sous l'habitacle.
Le toit de l'Eco-Sprinter contient des cellules photovoltaïques qui fournissent de l'énergie électrique au ventilateur de ventilation même à l'arrêt.
Le toit de l'Eco-Speedster est amovible. Pour des raisons de sécurité, le cadre du pare-brise est renforcé et un dispositif de retournement est intégré.

## Production en série
Micro Compact Car AG (MCC AG) a été fondée à Bienne le 27 avril 1994 en tant que coentreprise entre Mercedes-Benz AG et la société Suisse de microélectronique et d'horlogerie Swatch Group.
Mercedes-Benz détenait à l'origine 51 pour cent du capital et Swatch Group 49 pour cent. En reportant le démarrage prévu de la production à l'été 1998, il a fallu injecter environ 500 millions de Deutsche Mark, ce qui a permis à Mercedes-Benz d'augmenter sa part à 81 pour cent. En octobre 1998, Daimler-Chrysler AG a repris les 19 pour cent restants grâce à une nouvelle stratégie marketing et était l'unique propriétaire de Micro Compact Car Smart GmbH (Smart GmbH à partir de 2002).
La Smart Fortwo (Smart City-Coupé jusqu'en 2004), produite depuis 1998, est le véhicule de série issu de l'étude Mercedes-Benz MCC.